# Антарктида
Антарктида е континент, обграждащ Южния полюс на Земята. Заема централната част на географския регион Антарктика в Южното полукълбо, почти изцяло на юг от Южния полярен кръг, и е ограден във всички посоки от Южния океан. С площ 14 200 000 km² континентът е пети по големина в света след Азия, Африка, Северна и Южна Америка, и пред Европа и Австралия.
Около 98% от територията на Антарктида е покрита с лед със средна дебелина 1,6 km. Това е континентът с най-ниски средни температури, най-ниски валежи, най-силни ветрове и с най-голяма средна надморска височина. Цялата територия на Антарктида представлява ледена пустиня, като годишните валежи са едва 200 mm по крайбрежието и далеч по-малко във вътрешността. Минималните температури могат да достигнат -89 °C. На континента могат да оцелеят само приспособени към студа растения и животни, като пингвини, перконоги, кръгли червеи, бавноходки, акари, много водорасли и други микроорганизми, както и някои представители на тундровата растителност. Антарктическите риби са обект на промишлен риболов, под името „ледена“ риба на пазара е Champsocephalus gunnari.
Макар че митове и разсъждения за хипотетична, неизвестна Южна земя (Terra Australis) съществуват още в древността, континентът Антарктида е видян за пръв път през 1820 година от руска експедиция, оглавявана от Фадей Белингсхаузен и Михаил Лазарев. Континентът остава почти непознат през целия XIX век заради своята враждебна природа, липса на ценни ресурси и отдалеченост от населените части на света. През 1959 година 12 държави подписват Антарктическия договор, към който по-късно се присъединяват още 35 държави. Договорът забранява военната дейност, добива на полезни изкопаеми, ядрените опити и използването на ядрена енергия, и предвижда мерки за защита на околната среда. Макар континентът да няма постоянни жители, по всяко време там пребивават от 1300 до 5000 души от много държави, живеещи в станции, разпръснати в целия континент, в които се извършват изследвания в различни области на науката.

## География

### Разположение и релеф
Континентът е разположен предимно южно от Антарктическия кръг и е обграден от Атлантическия, Тихия и Индийския океан. От планински вериги е разделен на Източна и Западна Антарктида, които грубо съответстват на източното и западното полукълбо според Гринуичкия меридиан.
Континентът се мие от водите на три океана – Тихия океан (с периферното море Рос, море Амундсен, море Белингсхаузен), Атлантическия океан (с море Скоша и море Уедъл), и Индийския океан.
Антарктида е високо ледниково плато, над което на места се издигат планински системи (Трансантарктически планини), планински вериги – Елсуърт (масив Винсън, 4892 m), Земя Кралица Мод, и планини – Принц Чарлз и др. Почти в централната част е платото Советское (високо около 4000 m). Най-високият връх на континента, масивът Винсън, е изкачен за пръв път от американската експедиция на Никълъс Клинч през 1966 г.
Средностатистически Антарктида е най-високият (средната височина на ледниковата покривка е 2040 m), най-студеният, най-сухият и най-ветровитият континент и има най-високата средна надморска височина от всички континенти. Средната височина на основната (подледниковата) повърхност е 410 m; като голяма част е под морското ниво. От ледници е свободна само около 0,2 – 0,3 % от площта на Антарктида – отделни планински върхове, била̀ и оазиси по крайбрежието.
Средната дебелина на ледниковата покривка е 1720 m, максималната – 4300 m, обща площ на ледения щит – 13 586 400 km2, обем на леда – 24 – 30 млн. km3.  Ако този лед се разтопи, нивото на Световния океан би се покачило с около 60 м. Общо 74% от бреговата линия на Антарктика има шелфови ледници  с обща площ от над 1 550 000 km2. По-голямата част от Антарктида е заета от Антарктическата платформа.
На остров Рос е вулканът Еребус.

### Геоложка история
През палеозоя (преди 540 – 250 милиона години) съвременният континент Антарктида е част от суперконтинента Гондвана. През камбрия климатът на Гондвана е мек. Западна Антарктида частично попада в северното полукълбо и по това време там се отлагат големи количества пясъчници, варовици и шисти. Източна Антарктида се намира на екватора, където на морското дъно процъфтяват морски безгръбначни и трилобити.
В началото на девонския период (преди 416 милиона години) Гондвана вече има по-южна географска ширина и климатът е по-хладен, но и от този период има останки от сухоземни растения. Пясъци и тини се отлагат в съвременните планини Елсуърт, Хорлик и Пенсакола. Заледяването на Антарктида започва в края на девонския период (преди 360 милиона години), когато центърът на Гондвана се придвижва към Южния полюс и климатът се охлажда, въпреки че се запазват следи от растителност. През пермския период в растителността преобладават папратовидни растения, които растат в блатата. С времето тези блата се превръщат в каменовъглените залежи в Трансантарктическите планини. Към края на пермския период продължаващото затопляне предизвиква сух горещ климат в по-голямата част от Гондвана.
Продължаващото и през мезозоя затопляне разтопява полярните ледени шапки и Гондвана се превръща в пустиня. В Източна Антарктида се разпространяват семенни папрати и се отлагат значителни количества пясъчници и шисти. В края на пермския и началото на триаския период в днешна Антарктида често се срещат синапсиди, включително листрозаври. Антарктическият полуостров започва да се образува през юрския период (преди 206 – 146 милиона години), когато от океана постепенно се издигат и много острови. По това време са широко разпространени дървета като гинкои цикаси. През креда (преди 146 – 65 милиона години) в Западна Антарктида преобладават иглолистните гори, които към края на периода започват да бъдат измествани от нотофагусови. Амонитите се срещат често в съседните на Антарктида морета, а на сушата има и динозаври – известни са три антарктически рода: Cryolophosaurus, Glacialisaurus и Antarctopelta.
Постепенното разделяне на суперконтинента Гондвана започва преди 160 милиона години, когато от Антарктида се отделя Африка, последвана в началото на креда (преди 125 милиона години) от Индийския субконтинент. Преди 65 милиона години Антарктида, още свързана с Австралия, все още има тропичен до субтропичен климат и фауна, включваща торбести бозайници. Преди около 40 милиона години Австралия се откъсва от Антарктида, паралелните морски течения изолират двата континента и започва образуването на първите ледници. Преди 23 милиона години се отваря протокът Дрейк между Антарктида и Южна Америка и се образува Антарктическото циркумполярно течение, напълно отделило Антарктида от останалите континенти.
По време на Еоценско-олигоценското масово измиране преди 34 милиона години нивата на въглероден диоксид в атмосферата достигат 760·10-6 ppm, спадайки от неколкократно по-високите стойности в предходния период. Това явление ускорява разрастването на ледниците, които изместват горите, покривали в миналото континента. От времето преди 15 милиона години Антарктида е почти напълно покрита с лед, като ледената шапка достига сегашните си размери преди около 6 милиона години.

### Съвременна геология
Геоложките изследвания в Антарктида са силно затруднени от факта, че почти целият континент е постоянно покрит с дебел слой лед. Въпреки това съвременни техники като дистанционно сондиране, георадари и спътникова фотография започват да разкриват структурите под ледената покривка.
В геоложко отношение Западна Антарктида наподобява планинската верига на Андите в Южна Америка. Антарктическият полуостров е образуван чрез издигане и метаморфизъм на седименти от морското дъно през късния палеозой и ранния мезозой. Издигането на седименти е съпътствано с магмени интрузии и вулканизъм. Най-често срещаните скали в Западна Антарктида са вулканичните андезити и риолити, формирани през юрския период. Има данни и за вулканична активност дори след образуването на ледената покривка, например в Земя Мари Бърд и Земя Александър I. Единствената аномална област в Западна Антарктида е областта на планините Елсуърт, където стратиграфията е сходна с тази в източната част на континента.
Източна Антарктида е геоложки разнородна, формирана през докамбрия, като някои скали са образувани преди повече от 3 милиарда години. В основата ѝ е плоча от метаморфни и магмени скали, образуваща |континенталния щит. Върху тази основа са разположени разнородни по-млади скали, като пясъчници, варовици, въглища и шисти, отложени през девонския и юрския период и образуващи Трансантарктическите планини. В крайбрежните области, като веригата Шакълтън и Земя Виктория, се наблюдава и разломна активност.
Най-значимите полезни изкопаеми, открити на континента, са въглищата. Регистрирани са за пръв път край ледника Биърмор през 1908 година. Днес са известни и залежи от нискокачествени въглища в много части на Трансантарктическите планини. В планините Принц Чарлз има значителни залежи от желязна руда. Най-ценните ресурси на Антарктида се намират в континенталния шелф, най-вече нефт и природен газ, открити през 1973 година в морето Рос. Използването на природните ресурси на Антарктида е забранено до 2048 година с Протокола за екологична защита към Антарктическия договор.

### Климат
Антарктида е най-студеното място на Земята. Японската станция на Антарктида на 8 декември 2013 г. отчита -91,2 °C. Температурите през зимата достигат минимални стойности – между -80 °C и -90 °C във вътрешността на континента и максимални между 5 °C и 15 °C около брега през лятото (сезоните там са „наопаки“ – лятото е около януари). Слънчевите изгаряния често създават здравословни проблеми, понеже снежната повърхност отразява почти всички ултравиолетови лъчи, които попадат върху нея.
Над Антарктида има малко снеговалежи, но ледът се задържа за дълги периоди. Почти целият континент е покрит с лед със средна дебелина 2,5 km.
Източна Антарктида е по-студена от Западна поради по-високата ѝ надморска височина. Атмосферните фронтове рядко навлизат навътре в континента, оставяйки центъра му студен и сух. Въпреки липсата на валежи в централната част на континента, ледът там се задържа за дълги периоди от време. Обилните снеговалежи не са рядкост по протежение на бреговете, където има регистрирани валежи до 1,22 m за 48 часа.
По периферията на континента от полярните плата често се спускат буреносни ветрове. И все пак във вътрешността вятърът обикновено е умерен. През ясните дни на лятото до повърхността достига повече слънчева радиация, отколкото на екватора, поради 24-часовото огряване.
Антарктика е по-студена от Арктика поради две причини. Първо, по-голямата част от континента е с надморска височина над 3 km, т.е. въздухът е по-разреден, което води до по-ниски температури. Второ, Северният ледовит океан покрива Северния полюс и значителна зона около него, като по този начин отдава чрез дифузия своята относително „топла“ температура към околните Арктически региони, предотвратявайки крайно люти студове на континентална Арктика.
Поради географската ширина се създават дълги периоди на постоянна тъмнина или постоянно слънчево огряване – непознат климат за повечето хора на Земята. Аурора аустралис, широко известно като южното сияние, са цветни ярки светлини, които могат да се наблюдават в нощното небе около Южния полюс; причината за този природен феномен са пълните с плазма слънчеви ветрове, които преминават покрай Земята. Друго уникално зрелище е т.нар. диамантен прах – облак от миниатюрни ледени ледени кристалчета на нивото на земята. Обикновено „диамантеният“ прах се образува при ясно или полуясно небе, поради което понякога хората го сочат за признак за безоблачно време. Слънчево куче е често срещан атмосферен оптичен феномен.

### Флора и фауна
Климатът на Антарктида не благоприятства развитието на растителността. Съчетанието от отрицателни температури, бедни почви и отсъствие на влага и слънчева светлина ограничават растежа на растенията. В резултат на това растителният живот се ограничава главно до листнати и чернодробни мъхове. Автотрофното съобщество се състои главно от протисти, а флората – предимно от лишеи, бриофити, водорасли и гъби. Растежът обикновено протича през лятото в продължение на едва няколко седмици.
На континента се срещат над 200 вида лишеи, около 50 вида бриофити, 700 вида водорасли, повечето от тях фитопланктон. Многоцветните снежни и диатомови водорасли са особено изобилни в крайбрежните райони през летния сезон. На Антарктическия полуостров растат и два вида покритосеменни растения – многогодишна антарктическа пластица (Deschampsia antarctica) и Colobanthus quitensis. През последните години са открити няколко форми на древни бактерии, оцелели във вътрешността на антарктическите ледници.
В Антарктида живеят ограничен брой сухоземни гръбначни. Безгръбначните включват микроскопични акари, като Alaskozetes antarcticus, пухояди, кръгли червеи, бавноходки, ротифери, крил, колемболи. Нелетящата муха Belgica antarctica, достигаща дължина 6 mm, е най-едрото изцяло сухоземно животно в Антарктида
По крайбрежието на Антарктида живеят множество морски животни, които пряко или непряко разчитат за съществуването си на фитопланктона. Антарктическата морска фауна включва пингвини, сини китове, косатки, колосални калмари, перконоги. Императорският пингвин е единственият вид, който се размножава в Антарктида през зимата, а пингвинът на Адели е най-южно гнездящият вид.

### Физикогеографско райониране и височинно деление
Целият континент с крайбрежните острови е разположен в зоната на антарктическите пустини и може да бъде разделен на три подзони: северна – северозападното крайбрежие на Антарктическия полуостров и разположените край него острови; средна – крайбрежните „оазиси“, острови, скали и планински хребети, разположени покрай цялото крайбрежие на Антарктида; южна – всички останали участъци във вътрешността на континента.
Значително по-голямо значение за Антарктида има делението ѝ по височинни пояси. Долният пояс обхваща крайбрежието, включително шелфовите ледници, до височина няколкостотин метра. В този пояс се наблюдава максимално за континента разнообразие на ландшафта: шелфови ледници, подножия на ледниковите склонове, долните части на континенталните ледници, „оазиси“ и нунатаки. Тук се извършва топене на снега през лятото не само в близост до оголените скали, но и на част от ледената покривка. Вследствие близостта на морето и сравнително високите температури на въздуха в долния пояс е концентриран почти целия органичен свят на континента. Средният пояс (до височина 3000 m) обхваща склоновете на ледниковата покривка, вътрешното ледено плато на Западна Антарктида, планински хребети. Температурата на въздуха целогодишно е под 0 °С, а снего- и ледотопене се наблюдава само през лятото в близост до оголени скали. Снежната покривка по ледниковия склон вследствие на постоянните и силни ветрове е навята на огромни преспи, а повърхността на вътрешното плато е покрито с по-малки преспи. По скалите, нагряващи се през лятото над 0 °С, на места растат лишеи и водорасли, срещат се членестоноги, рядко птици. Над 3000 m е разположена областта на ледената пустиня. Ветровете тук са слаби, снегът е рохкав и не се образуват снежни преспи. Даже повърхността на стърчащите над леда оголени скали никога не се нагрява над 0 °С, а признаци на растителен и животински свят отсъстват.

## Земи и брегове
Заедно с откриването на все нови и нови участъци от крайбрежието на континента през XIX и XX век се създава и система от географско разделение на Антарктида на „Земи“, крайбрежието ѝ на „Брегове“, а миещите тези брегове води на Южния океан – на морета. По правило тези три вида обекти са се наименували по инициатива на техните откриватели или изследователи в чест на някого си. Термините „Земя“ и „Бряг“ продължават да се използват и сега, независимо че представите за контурите на континента вече са напълно ясни. Истината е, че географската дължина на „Бреговете“ и техните граници са много по-ясни, докато границите на „Земите“ са неясни и на географските карти те не се отбелязват. По този начин за размерите на тази или онази „Земя“ може да съди само по разположението и големината на шрифта им на географските карти, като в различните източници, издадени даже в една и съща страна и/или по едно и също време може да има различия. Цялата територия на Антарктида е разделена на 17 сектора („Земи“), които от своя страна се делят на 53 („Брегове“), съответно в Западна Антарктида – 7 „Земи“ и 27 „Брегове“; в Източна Антарктида – 10 „Земи“ и 26 „Брегове“.
Названията на „Земите“ и „Бреговете“ се поделят на четири основни групи: Преди всичко това са имена в чест на първооткриватели или полярни изследователи (Земя Уилкс, Бряг Моусън и др.). Втората група – наименования в чест на ръководители на компании, магнати и меценати финансирали техните експедиции (Земя МакРобъртсън, Бряг Ларс Кристенсен и др.). Трета група – наименования в чест на държавни глави и високопоставени чиновници в страните, от които са били полярните изследователи (Земя Виктория, Бряг принцеса Астрид и др.). Четвъртата група обединява названия, дадени от първооткривателите в чест на свои роднини и близки (Земя Мари Бърд, Бряг Ингрид Кристенсен и др.). Има и малка група названия, присвоени по различни други причини (Бряг Правда, Бряг БАНЗАРЕ).
Голяма част от тези названия са присвоени при тяхното откриване, като последните такива са през първите десетилетия на 20 век. Има и такива, които получават своите наименования много по-късно в памет на своите първи откриватели или изследователи. По имената на тези обекти често може без грешка да се установи, представителите на коя страна са открили или изследвали съответната област.
Тук е поместен пълният йерархически списък на всички „Земи“ и „Брегове“ на Антарктида с указания, къде, кога, от кого и в чест на кого са назовани съответните области. Таблицата е разделена на две основни части: Западна Антарктида и Източна Антарктида. Земите в Западна Антарктида са подредени от изток на запад, в Източна Антарктида – от запад на изток, а бреговете – по азбучен ред.
| Название                  | Координати                                        | Година на наименуване | В чест на                                                                                            | Кой е дал названието                                          |
| ------------------------- | ------------------------------------------------- | --------------------- | --- | ------------------------------------------------------------- |
| Западна Антарктида        |                                                   |                       | |                                                               |
| Земя кралица Елизабет     | 79°00′ – 82°10′ ю.ш., 35°00’ – 82°00′ з.д.        | 1947                  | Елизабет II, кралица на Великобритания от 1952 г.                                                    | Великобритания, Форин офис                                    |
| Земя Греъм                | 63°14′ – 69°30′ ю.ш., 48°00’ – 67°50′ з.д.        | 1832                  | Джеймс Грейъм (1792 – 1861), първи лорд на Британското Адмиралтейство                                | Великобритания, експедиция на Джон Биско                      |
| ** Бряг Боумън            | 67°20′ – 68°55′ ю.ш.                              | 1928                  | Исайя Боумън (1878 –1950), президент на Американското географско дружество                           | САЩ, полетът на Джордж Хуберт Уилкинс                         |
| ** Бряг Греъм             | 64°42′ – 66°30′ ю.ш.                              | 1832                  | Джеймс Грейъм (1792 – 1861), първи лорд на Британското Адмиралтейство                                | Великобритания, експедиция на Джон Биско                      |
| ** Бряг Данко             | 61°10′ – 62°30′ ю.ш.                              | 1898                  | Емил Данко, загинал участник в Белгийската антарктическа експедиция                                  | Белгия, експедиция на Адриан Жерлаш дьо Гомери                |
| ** Бряг Дейвис            | 59°50’ – 61°12′ з.д.                              | 1820                  | Джон Дейвис, американски ловец на тюлени от английски произход, един от първите стъпил на Антарктида | САЩ, Консултативен комитет по антарктическите названия (ККАН) |
| ** Бряг Лубе              | 66°30′ – 68°00′ ю.ш.                              | 1905                  | Емил Лубе, президент на Франция (1899 – 1906)                                                        | Франция, експедиция на Жан Батист Шарко                       |
| ** Бряг Норденшелд        | 63°50′ – 64°40′ ю.ш.                              | 1909                  | Ото Норденшелд, р-л на антарктическа експедиция (1901 – 1904)                                        | Швеция, Едвин Суифт Балч                                      |
| ** Бряг Оскар ІІ          | 64°45′ – 66°00′ ю.ш.                              | 1893                  | Оскар ІІ, крал на Швеция и Норвегия (1872 – 1907)                                                    | Норвегия, експедиция на Карл Антон Ларсен                     |
| ** Бряг Фалиер            | 68°00′ – 69°00′ ю.ш.                              | 1909                  | Арман Фалиер, президент на Франция (1906 – 1913)                                                     | Франция, експедиция на Жан Батист Шарко                       |
| ** Бряг Фойн              | 66°00′ – 66°30′ ю.ш.                              | 1893                  | Свен Фойн (1809 – 1894), китобоен магнат, изобретател на харпунното оръдие                           | Норвегия, експедиция на Карл Антон Ларсен                     |
| Земя Палмър               | 69°30′ – 74°00′ ю.ш., 60°00’ – 69°00′ з.д.        | 1820                  | Натаниъл Палмър, американски ловец на тюлени, един от откривателите на Антарктида                    | САЩ, ККАН                                                     |
| ** Бряг Блек              | 70°30’ – 72°55′ ю.ш.                              | 1940                  | Ричард Блек, командир на Източната база на Антарктическата програма на САЩ                           | САЩ, колектив от Източната база на Американската програма     |
| ** Бряг Зумберг           | 76°14′ – 80°04′ ю.ш., 69°40’ – 85°00’з.д.         | 1986                  | Джеймс Зумберг (1923 – 1992), американски геолог и глациолог                                         | САЩ, Консултативен комитет по антарктическите названия        |
| ** Бряг Инглиш            | 72°00’ – 76°00′ з.д.                              | 1940                  | Робърт Инглиш (1888 – 1943), отговорен секретар на Антарктическата програма на САЩ                   | САЩ, колектив от Източната база на Американската програма     |
| ** Бряг Ласитер           | 72°55′ – 75°09′ ю.ш.                              | 1947                  | Джеймс Ласитер, пилот в експедицията на Фин Роне (1947 – 1948)                                       | САЩ, ККАН                                                     |
| ** Бряг Орвил             | 76°30′ – 78°00′ ю.ш., 63°00’ – 68°00’з.д.         | 1947                  | Хауърд Орвил (1901 – 1960), р-л на морската аерологическа служба на САЩ                              | САЩ, експедиция на Фин Роне                                   |
| ** Бряг Раймил            | 69°00′ – 73°00′ ю.ш.                              | 1985                  | Джон Раймил, р-л на британската антарктическа експедиция (1934 – 1937)                               | Великобритания, Комитет по антарктическите названия (КАН)     |
| ** Бряг Уилкинс           | 69°00′ – 70°30′ ю.ш.                              | 1937                  | Джордж Хуберт Уилкинс, австралийски полярен летец                                                    | САЩ, ККАН                                                     |
| Земя Александър І         | 68°12′ – 72°48′ ю.ш., 68°14’ – 75°48′ з.д.        | 1821                  | Александър І, руски император (1801 – 1825)                                                          | Русия, експедиция на Фадей Белингсхаузен и Михаил Лазарев     |
| Земя Елсуърт              | 77°00’ – 100°00′ з.д.                             | 1962                  | Линкълн Елсуърт, американски летец, р-л и спонсор на експедицията                                    | САЩ, ККАН                                                     |
| ** Бряг Брайан            | 77°00′ – 86°00′ з.д.                              | 1961                  | Джордж Брайан, хидрограф, адмирал от ВМФ на САЩ                                                      | САЩ, Геоложка служба на САЩ                                   |
| ** Бряг Ейтс              | 86°00′ – 100°00′ з.д.                             | 1966                  | Джеймс Ейтс (1798 – 1882), първооткривател на антарктическите изкопаеми животни                      | САЩ, ККАН                                                     |
| Земя Мари Бърд            | 100°00’ – 158°20′ з.д.                            | 1929                  | Мари Бърд, съпруга на полярния изследовател Ричард Бърд, дъщеря на бостънски магнат                  | САЩ, експедиция на Ричард Бърд                                |
| ** Бряг Бакутис           | 109°30′ – 131°00′ з.д.                            | 1966                  | Фред Бакутис, ръководител на морските сили по Антарктическата програма на САЩ                        | САЩ, ККАН                                                     |
| ** Бряг Рупърт            | 140°00’ – 146°20′ з.д.                            | 1933                  | Джейкъб Рупърт (1867 – 1939), пивоварен магнат, конгресмен, спонсор                                  | САЩ, експедиция на Ричард Бърд                                |
| ** Бряг Сандърс           | 145°00’ – 158°20′ з.д.                            | 1929                  | Харълд Сандърс, географ, полярен изследовател                                                        | САЩ, експедиция на Ричард Бърд                                |
| ** Бряг Уолгрин           | 100°00’ – 110°00′ з.д.                            | 1940                  | Чарлз Уолгрин (1873 – 1939), основател на аптечната мрежа Walgreens, спонсор                         | САЩ, експедиция на Ричард Бърд                                |
| ** Бряг Хобс              | 131°00’ – 140°00′ з.д.                            | 1939                  | Уилям Хобс (1864 – 1953), глациолог, професор в Мичиганския университет                              | САЩ, Антарктическа програма на САЩ                            |
| Земя Едуард VІІ           | 77°00’ – 85°30’ ю.ш., 145°00’ – 168°00′ з.д.      | 1902                  | Едуард VII, крал на Великобритания (1901 – 1910)                                                     | Великобритания, експедиция на Робърт Скот                     |
| ** Бряг Амундсен          | 84°50’ – 85°30’ ю.ш., 150°00’ – 168°00′ з.д.      | 1961                  | Руал Амундсен, първият човек достигнал двата полюса на Земята                                        | Нова Зеландия, Комитет по антарктическите названия            |
| ** Бряг Гулд              | 83°30’ – 85°30’ ю.ш.                              | 1961                  | Лорънс Гулд, геолог, съратник на Ричард Бърд, президент на Националния комитет на САЩ през МГГ       | Нова Зеландия, Комитет по антарктическите названия            |
| ** Бряг Сайпъл            | 80°15’ – 83°35’ ю.ш.                              | 1961                  | Пол Сайпъл, географ, съратник на Ричард Бърд                                                         | Нова Зеландия, Комитет по антарктическите названия            |
| ** Бряг Сирасе            | 77°30’ – 80°15’ ю.ш.                              | 1961                  | Нобу Сирасе (1861 – 1946), р-л на японска експедиция през 1912 г.                                    | Нова Зеландия, Комитет по антарктическите названия            |
| Източна Антарктида        |                                                   |                       | |                                                               |
| Земя Котс                 | 74°10’ – 81°15’ ю.ш., 20°00’ – 36°00′ з.д.        | 1902                  | Джеймс и Ендру Котс, спонсори на шотландската експедиция (1902 – 1904)                               | Шотландия, експедиция на Уилям Брус                           |
| ** Бряг Луитполд          | 28°00’ – 35°00′ з.д.                              | 1912                  | Луитполд, принц-регент на Бавария (1886 – 1912)                                                      | Германска империя, експедиция на Вилхелм Филхнер              |
| ** Бряг Керд              | 20°00’ – 28°00′ з.д.                              | 1915                  | Джеймс Керд (1837 – 1916) промишлен магнаг, математик, спонсор на експедиции                         | Великобритания, експедиция на Ърнест Шакълтън                 |
| Земя кралица Мод          | 20°00’ з.д. – 48°00′ и.д.                         | 1930                  | Мод Уелска (1869 – 1938), съпруга на норвежкия крал Хокон VII                                        | Норвегия, експедиция на Ялмар Рисер-Ларсен                    |
| ** Бряг принцеса Астрид   | 3°30’ – 20°00′ и.д.                               | 1932                  | Астрид Норвежка (р. 1932), втора дъщеря на Олаф V и принцеса Марта                                   | Норвегия, китоловец H. Halvorsen на кораба „Севиля“           |
| ** Бряг принцеса Марта    | 20°00’ з.д. – 3°30′ и.д.                          | 1930                  | Марта Шведска (1901 – 1954), съпруга на норвежкия крал Олаф V                                        | Норвегия, експедиция на Ялмар Рисер-Ларсен                    |
| ** Бряг принцеса Ранхилда | 20°00’ – 33°00′ и.д.                              | 1931                  | Ранхилда Норвежка (1930 – 2012), първа дъщеря на Олаф V и принцеса Марта                             | Норвегия, експедиция на Ялмар Рисер-Ларсен                    |
| ** Бряг принц Олаф        | 40°00’ – 48°00′ и.д.                              | 1930                  | Олаф, наследствен принц, след това крал Олаф V                                                       | Норвегия, експедиция на Ялмар Рисер-Ларсен                    |
| ** Бряг принц Харалд      | 33°30’ – 38°30′ и.д.                              | 1937                  | Харалд, наследствен принц, сегашният крал на Норвегия Харалд V                                       | Норвегия, експедиция на Ларс Кристенсен                       |
| Земя Ендърби              | 48°00’ – 60°00′ и.д.                              | 1831                  | Samuel Enderby & Sons, китобоен магнат, спонсор                                                      | Великобритания, експедиция на Джон Биско                      |
| ** Бряг Кемп              | 56°00’ – 60°00′ и.д.                              | 1833                  | Питър Кемп, морски офицер, капитан на китобойния кораб „Магнет“                                      | Великобритания, експедиция на Питър Кемп                      |
| Земя МакРобъртсън         | 60°00’ – 73°00′ и.д.                              | 1930                  | Макферсън Робъртсън (1859 – 1945), шотландски матнаг, филантроп, спонсор                             | Австралия, експедиция на Дъглас Моусън                        |
| ** Бряг Ларс Кристенсен   | 67°00’ – 70°00′ и.д.                              | 1930                  | Ларс Кристенсен, китобаен магнат, полярен изследовател                                               | Норвегия, китобойци от неговата флотилия                      |
| ** Бряг Моусън            | 60°00’ – 67°00′ и.д.                              | 1930                  | Дъглас Моусън, р-л на експедицията БАНЗАРЕ                                                           | Австралия, Комитет по антарктическите названия                |
| Земя принцеса Елизабет    | 73°00’ – 88°00′ и.д.                              | 1931                  | Елизабет Йоркска, сега кралица Елизабет II                                                           | Австралия, експедиция на Дъглас Моусън                        |
| ** Бряг Ингрид Кристенсен | 73°00’ – 80°00′ и.д.                              | 1935                  | Ингрид, съпруга на Ларс Кристенсен, китобаен магнат, полярен изследовател                            | Норвегия, експедиция на Клариус Микелсен                      |
| ** Бряг Леополд и Астрид  | 80°00’ – 88°00′ и.д.                              | 1935                  | Леополд III и Астрид Шведска, крал (1934 – 1951) и кралица на Белгия                                 | Норвегия, експедиция на Ларс Кристенсен                       |
| Земя Вилхелм ІІ           | 88°00’ – 92°00′ и.д.                              | 1902                  | Вилхелм II, германски император (1888 – 1918)                                                        | Германска империя, експедиция на Ерих фон Дригалски           |
| Земя кралица Мери         | 92°00’ – 100°00′ и.д.                             | 1912                  | Мери Тек (1867 – 1953), съпруга на британския крал Джордж V                                          | Австралия, експедиция на Дъглас Моусън                        |
| ** Бряг Правда            | 88°00’ – 100°00′ и.д.                             | 1956                  | Вестник „Правда“, печатен орган на ЦК на КПСС                                                        | СССР, Съветска антарктическа експедиция                       |
| Земя Уилкс                | 100°00’ – 136°20′ и.д.                            | 1911                  | Чарлз Уилкс, американски полярен изследовател                                                        | Австралия, експедиция на Дъглас Моусън                        |
| ** Бряг Бад               | 109°00’ – 115°30′ и.д.                            | 1840                  | Томас Бад (1818 – 1862), капитан на кораба „Пикок“                                                   | САЩ, експедиция на Чарлз Уилкс                                |
| ** Бряг БАНЗАРЕ           | 122°00’ – 129°00′ и.д.                            | 1931                  | БАНЗАРЕ – британско-австралийско-новозеландска антарктическа експедиция                              | Австралия, Комитет по антарктическите названия                |
| ** Бряг Клари             | 129°00’ – 136°20′ и.д.                            | 1840                  | Клари, съпруга на Шарл Жакино, капитан на кораба „Зили“ в експедицията                               | Франция, експедиция на Жул Дюмон-Дюрвил                       |
| ** Бряг Нокс              | 100°00’ – 109°00′ и.д.                            | 1840                  | Самуел Нокс, лейтенант от ВМС на САЩ, капитан на кораба „Флайинг фиш“                                | САЩ, експедиция на Чарлз Уилкс                                |
| ** Бряг Сабрина           | 115°30’ – 122°00′ и.д.                            | 1931                  | „Сабрина“, корабът на експедицията на Джон Балени                                                    | Австралия, експедиция на Дъглас Моусън                        |
| Земя Адели                | 136°20’ – 142°00′ и.д.                            | 1837                  | Адели, съпруга на Жул Дюмон-Дюрвил                                                                   | Франция, експедиция на Жул Дюмон-Дюрвил                       |
| Земя Виктория             | 66°40’ – 84°50’ ю.ш., 142° и.д. – 168° з.д.       | 1841                  | Виктория, британска кралица (1837 – 1901)                                                            | Великобритания, експедиция на Джеймс Кларк Рос                |
| ** Бряг Борхгревинк       | 71°17’ – 73°30′ ю.ш.                              | 1961                  | Карстен Борхгревинк, първият човек презимувал на континента                                          | Нова Зеландия, Комитет по антарктическите названия            |
| ** Бряг Джордж V          | 142°00’ – 156°00′ и.д.                            | 1911                  | Джордж V, крал на Великобритания (1910 – 1936)                                                       | Австралия, експедиция на Дъглас Моусън                        |
| ** Бряг Дуфек             | 83°45’ – 84°50’ ю.ш., 174°00’ и.д. – 168°00′ з.д. | 1961                  | Джордж Дуфек (1903 – 1977) р-л на морските сили в Антарктическата програма на САЩ                    | Нова Зеландия, Комитет по антарктическите названия            |
| ** Бряг Отс               | 156°00’ – 166°00′ и.д.                            | 1912                  | Лоурънс Отс (1880 – 1912), загинал член на експедицията на Робърт Скот                               | Великобритания, експедиция на Хари Пенел                      |
| ** Бряг Пенел             | 166°00’ – 170°00′ и.д.                            | 1961                  | Хари Пенел (1882 – 1916), р-л на експедицията „Тера Нова“, след гибелта на Робърт Скот               | Нова Зеландия, Комитет по антарктическите названия            |
| ** Бряг Скот              | 73°30’ – 78°00′ ю.ш.                              | 1961                  | Робърт Скот, британски полярен изследовател                                                          | Нова Зеландия, Комитет по антарктическите названия            |
| ** Бряг Хилари            | 78°00’ – 80°15′ ю.ш.                              | 1961                  | Едмънд Хилари, първият покорител на двата полюса на Земята и Еверест                                 | Нова Зеландия, Комитет по антарктическите названия            |
| ** Бряг Шакълтън          | 80°15’ – 83°45′ ю.ш.                              | 1961                  | Ърнест Шакълтън, британски полярен изследовател                                                      | Нова Зеландия, Комитет по антарктическите названия            |

## История
Вярата в съществуването на Terra Australis – голям континент в далечния юг на земното кълбо, съществуващ като „противовес“ на северните европейски и азиатски земи, е съществувала още от времето на Птолемей (I век), който внушавал идеята за симетрия на цялата позната суша. Изображенията на огромна южна земя били често срещани в картите, например в картата на турчина Пири Реис от ранния 16 век. Дори в късния 17 век, след като изследователите открили, че Южна Америка и Австралия не са част от измислената „Антарктика“, географите вярвали, че континентът е много по-голям, отколкото действителния му размер.
Европейските картографи продължили да изобразяват тази хипотетична земя, докато корабите на капитан Джеймс Кук HMS Resolution и Adventure прекосили Антарктическия паралел (наричан още Антарктическия кръг) на 17 януари 1773 г., декември 1773 г. и отново през януари 1774 г. Кук де факто се доближил на около 121 km от брега на Антарктида.
Първото потвърдено наблюдение на Антарктида е през 1820 г. от екипажите на три различни експедиции. Според различни организации (Националната научна фондация, НАСА, Калифорнийския университет Сан Диего и др.) това са експедициите на: Фадей (Фабиан Готлиб Тадеуш фон) Белингсхаузен (капитан на Руската имперска флота), Едуард Брансфийлд (капитан на Кралската флота) и Натаниел Палмър (американски моряк от Стонингтън, щата Кънектикът). Фон Белингсхаузен (на чийто борд бил и адмирал Михаил Лазарев) видели Антарктида на 27 януари 1820 г., три дни преди Брансфийлд и десет месеца преди Палмър да я види през ноември 1820 г. На този ден експедицията на Белингсхаузен/Лазарев, състояща се от два кораба, достигнала място не по-далеч от 32 km от Антарктическия континент; видели ледени полета. Първото документирано акостиране на континента е било направено от американския моряк Джон Дейвис в Западна Антарктида на 7 февруари 1821 г., въпреки че някои историци оспорват това твърдение.
През декември 1839 г. като част от изследователска експедиция на САЩ, проведена в периода 1838 – 42 г. от Щатската флота (експедицията понякога е наричана „Екс-Екс“ от английското „Exploring Expedition“, или „Експедицията на Уилкс“), потеглила експедиция от Сидни, Австралия към Антарктическия океан, както бил наричан тогава, и докладвала за откриването на „Антарктически континент западно от Беленейските острови.“ Тази част от Антарктида била назована по-късно „Уилксова земя“ – име, което е запазено.
Изследователят Джеймс Кларк Рос преминал през мястото, което сега е известно като море Рос, и открил остров Рос (и двете са именувани на него) през 1841 г. Той плавал покрай огромна стена от лед, която по-късно била кръстена Росовски леден шелф (също на негово име). Вулканите Еребус и Терор са кръстени на два кораба от неговата експедиция. Меркатор Купър акостирал в Източна Антарктида на 26 януари 1853 г.
По време на Нимродската експедиция, водена от Ърнест Шакълтън през 1907 г., екипи с капитан Еджуорт Дейвид станали първите хора, изкачили вулкана Еребус и достигнали Южния магнитен полюс. Дъглас Мосън, който по време на тяхното опасно връщане от магнитния полюс поел водачеството, по-късно водил още няколко експедиции, докато се пенсионирал през 1931 г. Нещо повече Шакълтън и трима други членове от неговата експедиция направили няколко невиждани подвига в периода от декември 1908 г. до февруари 1909 г. – те били първите човешки същества, които прекосили Росовския леден шелф, първите, които преминали Трансантарктическия планински масив (минали през Бердморския ледник), и първите хора, стъпили на Южното полярно плато. Хората от експедицията на норвежкия полярен изследовател Руал Амундсен акостирали с кораба „Фрам“ и били първите, които достигнали географския Южен полюс на 14 декември 1911 г., ползвайки маршрут от Залива на китовете до ледника Аксел Хейберг. Един месец по-късно злощастната експедиция Тера Нова също достигнала полюса, но загинали на връщане.
Ричард Ивлин Бърд водил няколко пътешествия до Антарктида със самолет през 30-те и 40-те години на 20 век. Негови са заслугите за въвеждането на механизирания наземен транспорт на континента и за провеждането на първите обширни геоложки и биоложки изследвания. На Южния полюс нямало да стъпи отново човешки крак чак до 31 октомври 1956 г.; на този ден група на Щатския флот, водена от бригаден адмирал Джордж Дюфек, успешно кацнала със самолет там.
Първият човек, плавал сам до Антарктида, е новозеландецът Дейвид Хенри Люис с неговата 10-метрова стоманена Ледена птица.

## Население
Понастоящем в Антарктида няма постоянно население, тук са разположени няколко десетки научни станции, на които в зависимост от сезона живеят от 4000 до 5000 души през лятото и малко над 1000 души през зимата. Сред страните, поддържащи изследователски станции, са Русия, Китай, САЩ, Норвегия, ЮАР, Чили, Обединеното кралство, Япония, Австралия, Индия, Перу, Южна Корея, Полша, Германия, Уругвай, Франция, България, Италия, Бразилия, Украйна, Испания. Най-населеното място на континента е американската база МакМърдо в Източна Антарктида – там постоянно живеят около 1300 души.

## Галерия
- Българската база „Св. Климент Охридски“
- Нос Хана
- Станция 1091 на Български пощи
- Антарктическа филателия
- Южен лед
- Тангра планина
- Антарктически пейзаж – остров Буут и връх Скот
- Типичен пейзаж
- Край залив Емона, остров Ливингстън
- Британският музей в Порт Локрой, остров Гудиър